# Taurida (geslacht)
Taurida is een geslacht uit de familie Taurididae. Het geslacht telt slechts 1 soort: Taurida fulvomaculata.